# 狩野梅玄
狩野 梅玄（かのう ばいげん）は、江戸時代の日本の画家。主に文化・文政時代に活躍した。

## 人物
信濃国安曇郡細萱村（現・安曇野市）に生まれた。同郡白金村の'狩野梅二（1709 - 1795）に絵画を学び、長じて江戸に出て、狩野派の狩野梅笑に入門した。永年にわたり、安曇地方に絵筆を揮い、幾多の傑作を残した。晩年には再び上京し、藤原賢安の別名で、越後高田藩江戸屋敷の御用絵師（御絵所画員）として仕えた。
代表作は宗林寺鐘楼天井絵の「雲龍図」をはじめ、「三国志六曲一双屏風 」、「等々力孫一郎肖像」、「琴棋書画図屏風」などがある。本名は小口周蔵。生家は、洲波神社の周囲に「周蔵屋敷」としてその地名が残っている。